# تشاه سرخ (علي أباد ملك)
تشاه سرخ (بالفارسية: چاه سرخ) هي قرية تقع في إيران في قسم علي أباد ملك الريفي. يقدر عدد سكانها بـ 101 نسمة بحسب إحصاء 2016.